# Веласкес, Уильмер
Уильмер Рейнель Неаль Веласкес (исп. Wilmer Reinel Neal Velásquez; 28 апреля 1972, Тела, Гондурас) — гондурасский футболист, нападающий. Лучший бомбардир Золотого кубка 2005 года.

## Клубная карьера
В 1991 году Уильмер начал играть за «Олимпию». Нападающий стал чемпионом Гондураса в сезоне 1992/93. В 1996 году играл за клуб чилийской Примеры «Депортес Консепсьон», клуб занял 10 место в чемпионате. На следующий год футболист вернулся в Гондурас и стал чемпионом страны, забив два гола в финале против «Платенсе» 29 июня 1997 года. В сезоне 1997/98 нападающий стал лучшим бомбардиром Апертуры (19 голов) и Клаусуры (15 голов), но «Олимпия» ничего не выиграла. Нападающий провёл четыре матча в сезоне 1998/99, и в 1999 году перешёл в «Спорт Ресифи», за который играл в бразильской Серии А. В 1999 году нападающий вернулся в «Олимпию», в составе которой участвовал в финалах Апертуры и Клаусуры, но проиграл оба финала. В 1999 году Уильмер помог клубу выиграть Клубный кубок Центральной Америки, забив пять мячей в финальной группе. В Апертуре 2000 года «Олимпия» одержала победу, а нападающий забил девять голов. В Клубном кубке Центральной Америки «Олимпия» выиграл второй турнир подряд, Веласкес забил два гола на первом этапе. В 2001 году Уильмер перешёл в «Атлас», за который сыграл лишь 13 матчей (5 в летнем чемпионате 2001 и 8 матчей в зимнем чемпионате 2001). В 2001 году гондурасский футболист вернулся в «Олимпию», за которую играл до конца карьеры и 8 раз становился чемпионом страны.
Всего в чемпионатах Гондураса забил 196 голов. По состоянию на 2018 год является лучшим бомбардиром чемпионатов Гондураса за всю историю.

## Сборная Гондураса
12 мая 1991 года нападающий впервые сыграл за сборную Гондураса — в отборочном турнире Кубка наций Центральной Америки против сборной Панамы. В 1997 году забил шесть голов в Кубке наций Центральной Америки, но сборная Гондураса заняла лишь 4-е место. В Золотом кубке 1998 года нападающий сыграл два матча, сборная Гондураса не смогла выйти из группы. В отборочном турнире Золотого кубка 2003 года сыграл два матча и забил три мяча. Эти голы помогли сборной Гондураса выйти в финальный турнир. В Золотом кубке Гондурас сыграл вничью с Мексикой и проиграл Бразилии. Сборная Гондураса занял 3-е место в группе и не вышла в плей-офф. В феврале 2005 года сборная Гондураса вышла в финал Кубка наций Центральной Америки, где проиграла Коста-Рике в серии пенальти. Уильмер забил на турнире шесть голов (Никарагуа (хет-трик), Белизу, Гватемале и Панаме) и стал лучшим бомбардиром турнира. В Золотом кубке 2005 Уильмер два мяча Колумбии (2:1) и один в матче 1/4 финала против Коста-Рике (3:2). В полуфинале сборная Гондураса проиграла США (1:2). Веласкес попал в символическую сборную турнира. В 2007 году Уильмер стал лучшим бомбардиром Кубка наций Центральной Америки, забив четыре мяча в матче за 5-е место против Никарагуа. Матч закончился победой Гондураса со счётом 9:1. С учётом официальных и товарищеских матчей нападающий сыграл 48 игр и забил 35 голов за сборную.

## Достижения
Командные
- Чемпионат Гондураса: 1992/93, 1996/1997, 1998/99, 2000/01 А, 2002/03 А, 2003/04 К, 2004/05 К, 2005/06 А, 2005/06 К, 2007/08 К, 2008/09 К
- Кубок Гондураса: 1995
- Суперкубок Гондураса: 1997
- Клубный кубок UNCAF: 1999, 2000

Личные
- Лучший бомбардир чемпионата Гондураса: 1997/98 А (19 мячей), 1997/98 К (15 мячей), 1999/2000 А (12 мячей), 2007/08 К (10 мячей)
- Лучший бомбардир Кубка наций Центральной Америки: 1997 (6 мячей), 2005 (6 мячей), 2007 (4 мячей)
- Лучший бомбардир Золотого кубка КОНКАКАФ: 2005 (3 мячей)

## Постспортивная деятельность
В 2013 году Веласкес был избран в Национальный конгресс Гондураса от департамента Франсиско-Морасан по списку Национальной партии. В 2017 году он был переизбран на новый депутатский срок.